# Михалкова Юлія Євгеніївна
Юлія Євгенівна Михалкова-Матюхіна (нар.. 12 липня 1983, Верхня Пишма) — російська актриса і телеведуча. Відома за ролями у шоу «Уральські пельмені», учасницею якого була з 2009 по 2019 рік.

## Життєпис
Народилася 12 липня 1983 року в місті Верхня Пишма Свердловської області Російської Федерації. 
Навчалася в середній загальноосвітній школі № 2. Під час навчання в 10-у класі школи почала працювати на місцевому телебаченні на посаді ведучої молодіжних новин. Після закінчення школи вступила на філологічний факультет Уральського державного педагогічного університету в Єкатеринбурзі (спеціальність — викладач російської мови та літератури), де з першого курсу стала учасницею університетської команди КВК «НеПарубки» (рос. НеПарни), яка грала в Прем'єр-лізі. Через два роки навчання у педагогічному університеті вступила до Єкатеринбурзького державного театрального інституту (спеціальність — актриса драматичного театру, кіно і телебачення), який закінчила у 2008 році.

## Кар'єра

### Телебачення
У 2005 році стала ведучою телевізійної програми передач на «Четвертому каналі» єкатеринбурзького телебачення, пізніше стала вести прогноз погоди в «Новинах». З 2009 по 2019 роки Юлія Михалкова — актриса комедійного шоу «Уральські пельмені». 23 жовтня 2013 року на церемонії нагородження «Прорив року-2013» за версією журналу «MODA topical» у рамках проекту «Уральські пельмені» вона отримала нагороду в номінації «Найкраще комедійне шоу».
Очолює Центр правильної і красивої мови Юлії Михалкової «Речевик».
У жовтні 2019 року стало відомо про те, що Михалкова покинула колектив «Уральські пельмені». Причиною звільнення стало бажання актриси займатися власними проектами і її переїзд до Москви.

### Музика
На початку 2012 року брала участь у записі пісні і знялася в кліпі проекту учасника групи «Смислові галюцинації» Миколи Ротова — Rotoff «Звезда Геленджика».
29 березня 2012 року спільно з Олексієм Зав'яловим записала пісню і знялася в кліпі «Юля-красотуля». 18 липня 2013 року Юлія Михалкова спільно з Олексієм Зав'яловим записали пісню «Моё сердце для тебя». Восени 2013 року був записаний сингл «Если нет», спільно з реп-виконавцем Стеном.

### У рекламі
Знімалася в рекламі, наприклад, шоколаду «35», магазину одягу «Прізвище», насіння «Джин»

### Громадська діяльність
Бере участь у різних суспільно значущих заходах Свердловської області, в тому числі православного характеру (наприклад, «є особою православного фестивалю пісної кухні»).
Була запрошена до Кремля на урочисту церемонію вступу на посаду президента Російської Федерації Володимира Путіна 7 травня 2018 р.
Участь у попередньому голосуванні «Єдиної Росії»
У 2016 році висунула свою кандидатуру на попереднє голосування «Єдиної Росії» для участі у виборах депутатів Держдуми, за підсумками яких зайняла прохідне третє місце.
Журналіст і телеведучий Володимир Соловйов негативно оцінив перспективи Михалкової як політика і закликав змінити прізвище, аби уникнути асоціацій з більш відомими її носіями.
Під тиском обласної адміністрації та на прохання Єкатеринбурзького митрополита Юлія Михалкова-Матюхіна зняла кандидатуру з виборів. У ЗМІ з'явилася інформація, що в обмін на відмову від висунення до Державної думи вона стане кандидатом від «Єдиної Росії» на виборах до Законодавчих зборів Свердловської області в 2016 році.
Однак Михалкова не змирилася зі зняттям своєї кандидатури і знялася в мініатюрі-пародії «Праймеріз „ Уральських пельменів“. У цій пародії, мабуть, була показана завуальована критика партійних функціонерів свердловського обласного відділення „Єдиної Росії“. Наприклад, один з персонажів мініатюри, діючий депутат законодавчих зборів» Роман Пустозвонов заявив, що у нього «кухарка сім місяців не отримує зарплату». Після цього в липні 2016 року стало відомо, що Михалкова не включена до затвердженого списку кандидатів від «Єдиної Росії» до Законодавчих зборів Свердловської області.
Вибори до міської думи Єкатеринбурга: У липні 2018 року Юлія Міхалкова подала документи для реєстрації кандидатом на виборах до міської думи Єкатеринбургу шляхом самовисування.

## Особисте життя
Декілька років Юлія Михалкова зустрічалася з політиком, депутатом Законодавчих зборів Свердловської області Ігорем Даніловим і розлучилася з ним у 2014 році.
У 2016 році Юлія Михалкова повідомила на своїй сторінці в Інстаграм, що зустріла свою другу половинку. Ім'я чоловіка вона не назвала, але поділилася з підписниками планами на майбутнє. Вона розповіла, що вже готова до створення родини і народження дітей від коханого чоловіка. Втім, імені вона не розголошує. У своїх інтерв'ю вона лише згадує, що її обранець, як і вона сама — лідер, і дуже зайнята людина. При чому, пристрасті до професії чоловіків у неї не змінилися: «Я люблю політиків, таких серйозних, надійних чоловіків».

## Фільмографія
| Рік  |   | Назва                   | Роль                                                  |    |
| ---- | - | ----------------------- | ----------------------------------------------------- | -- |
| 2008 | ф | Срібло                  | Вогулка                                               | ру |
| 2010 | ф | Закоханий і беззбройний | наречена Володимира Авдєєва                           | ру |
| 2011 | с | Моржовка                | Оленка, секретарка голови колгоспу                    | ру |
| 2011 | с | Нереальна історія       | дівчина                                               | ру |
| 2012 | с | Реальні пацани          | Віола, колишня коханка Оборіна (4-й сезон 75-а серія) | ру |
| 2013 | с | Будівництво             | Юля                                                   | ру |
| 2017 | ф | Везучий випадок         | Галя                                                  | ру |